# 大久保琴
大久保琴（日语：／ Ōkubo Koto，1897年12月24日—2013年1月12日）是一名日本超級人瑞，居住於神奈川縣川崎市。

## 長壽紀錄
2011年12月2日，長谷川千代乃去世之後，大久保成為日本最年長的在世者。不過當時厚生勞動省尚未認證（來自神奈川縣川崎市居民的公開檔案）、另外，美國的老人学研究组织（GRG）因當時尚未認證，故兩者對此事的見解產生齟齬（當時的資料表示，晚大久保72天出生的大阪府超級人瑞大川美佐緒是日本女性最年長的在世者）。直到2012年9月13日，GRG後來確定大久保的出生年月日，才將她列入最年長的在世名單，兩者的見解也達成一致。
2012年9月14日開始，與兒子在養老院生活。
2012年12月17日，狄娜·曼佛瑞迪尼去世，大久保成為世界最年長的女性在世者。在最年長的在世者中僅次於木村次郎右衛門。
2012年12月24日，迎接大久保115歳生日。同時列入世界經認證的最年長者前30位名單。
2013年1月12日午夜12點，大久保因肺炎在川崎市高津區的收費養老院去世。享嵩壽115歲19天。大川美佐緒成為日本女性最年長的在世者。木村次郎右衛門於2013年6月12日去世。

## 相關項目
- 獲驗證的最長壽者列表

| 紀錄                   | 紀錄                                          | 紀錄              |
| ---------------------- | --------------------------------------------- | ----------------- |
| 前任： 狄娜·曼佛瑞迪尼 | 最年長女性 2012年12月17日－2013年1月12日      | 繼任： 大川美佐緒 |
| 前任： 長谷川千代乃    | 日本最年長女性 · 2011年12月2日－2013年1月12日 | 繼任： 大川美佐緒 |